# 藤光谦司
藤光谦司（日语：／ Fujimitsu Kenji，1986年5月1日—），日本男子田径运动员，2010年亚洲运动会男子200米和男子4×400米接力银牌得主、2014年亚洲运动会男子4×400米接力金牌得主、2017年世界田径锦标赛男子4×100米接力铜牌得主。